# 長南政義
長南 政義（ちょうなん まさよし）は、日本の軍事史学者・歴史学者。
日露戦争を中心とした日本近代軍事史、乃木希典・児玉源太郎などの近代軍人の伝記研究を専門とする。

## 経歴
宮城県出身。拓殖大学大学院国際協力学研究科安全保障学専攻課程を修了して安全保障学修士の学位を取得した後、國學院大學大学院法学研究科博士課程前期を修了して法学修士の学位を取得した。その後、國學院大學大学院法学研究科博士課程後期を単位取得退学した。
国立国会図書館調査及び立法考査局非常勤職員、靖國神社靖國偕行文庫職員、防衛省防衛研究所研究会講師などを歴任した。

## 著作等

### 単著
- 『日露戦争第三軍関係史料集 大庭二郎日記・井上幾太郎日記でみる旅順・奉天戦』（編著）国書刊行会、2014年　ISBN 978-4336056382
- 『新史料による日露戦争陸戦史 覆される通説』並木書房、2015年　ISBN 978-4890633272
- 『児玉源太郎』作品社、2019年、ISBN 978-4861827525
- 『二〇三高地　旅順攻囲戦と乃木希典の決断』KADOKAWA《角川新書》、2024年 ISBN 978-4040824734

### 共著
- 『新説戦乱の日本史』（倉本一宏、亀田俊和、千田嘉博、手嶋泰伸、川戸貴史との共著）SBクリエイティブ、2021年、ISBN 978-4815611811